# Országút a paradicsomban
Az Országút a paradicsomban (eredeti cím: Paradise Highway) 2022-ben bemutatott koprodukciós filmthriller, amelyet Anna Gutto írt és rendezett. A főbb szerepekben Juliette Binoche, Frank Grillo, Hala Finley, Cameron Monaghan, Veronica Ferres látható.
Az Amerikai Egyesült Államokban 2022. július 29-én mutatták be a mozikban.

## Cselekmény
Sally kamionsofőr kénytelen illegális árut csempészni, hogy megmentse bátyját egy veszélyes börtönbandától, amely folyamatosan zaklatja őt, amíg pár nap múlva szabadlábra nem kerül.
Hogy békén hagyják őt a csínytevéseiért, Sullynak egy utolsó csomagot kell elszállítania egy banda számára. Kiderül, valójában egy Layla nevű tinédzserlányról van szó. A lány megtalálja a Sully által önvédelemre elrejtett puskát a kamionban, és miközben azt átadja, súlyosan megsebesíti a címzettet.
Az FBI ügynökei a nyomába erednek, de a sofőr mindig egy lépéssel előttük jár. Az út során a nő és a lány közelebb kerülnek egymáshoz, és immár nemcsak a rendőrség, hanem a gyermekkereskedők elől is bujkálniuk kell, akik mindenáron meg akarják szerezni a szökött „árut”.

## Szereplők
| Szerep                    | Színész           | Magyar hang       |
| ------------------------- | ----------------- | ----------------- |
| Sally                     | Juliette Binoche  | Hámori Eszter     |
| Dennis                    | Frank Grillo      | Dolmány Attila    |
| Leila                     | Hala Finley       | Hegedűs Johanna   |
| Finley Sterling FB ügynök | Cameron Monaghan  | Sörös Miklós      |
| Rose                      | Veronica Ferres   |                   |
| Claire                    | Christiane Seidel | Nemes Takách Kata |
| Gerick                    | Morgan Freeman    | Barbinek Péter    |
| meleg kölyök              | Connor Adkins     |                   |
| lány                      | Angel Gwin        |                   |

### Magyar változat
- Magyar szöveg: Borsos Dávid
- Hangmérnök és vágó: Papp Zoltán István
- Gyártásvezető: Baranyi Zsuzsanna Kinga
- Szinkronrendező: Tarján Péter
- Produkciós vezető: Legény Judit

A szinkront a Laborfilm Szinkronstúdió készítette el.

## A film készítése
A film az Amerikai Egyesült Államok, Németország és Svájc koprodukciójában készült, a Grindstone Entertainment Group és a Silver Reel gyártásában; 2021 júliusában megerősítették Juliette Binoche, Frank Grillo és Morgan Freeman főszerepét.
A forgatás a Mississippi állambeli Jacksonban és Clarksdale-ben zajlott 2021 júliusában. A további felvételek elkészítésére Brookhavenben is sor került.
2021 augusztusában a film utómunkálatait végezték. 2021 októberében bejelentették, hogy a Lions Gate Entertainment megszerezte a film észak-amerikai forgalmazási jogait.

## Bemutató
Az Amerikai Egyesült Államokban 2022. július 29-én mutatta be a Lions Gate Entertainment a mozikban és Video on Demand szolgáltatáson keresztül. A filmet 2022 augusztusában a locarnói fesztiválon is bemutatták.